# ガールフレンド (大江千里の曲)
「ガールフレンド」は、日本のシンガーソングライター・大江千里の楽曲である。1983年8月25日に2作目のシングルとして発売された。

## 解説
表題曲、カップリング曲ともに、アルバム『WAKU WAKU』からのリカット。
後に8cmCDシングルで1989年10月21日に再発売された。

## 収録曲
全曲 作詞・作曲：大江千里、編曲：大村憲司
1. ガールフレンド (4:07)
2. 瞳きらきら (4:06)

## 参加ミュージシャン
- 大村憲司 - ギター
- 後藤次利 - ベース
- 青山純 - ドラム
- 中村哲 - キーボード
- 藤井丈司 - コンピューター・プログラマー
- EPO - コーラス（#1）

## 収録アルバム
ガールフレンド
- WAKU WAKU
- Senri Oe Singles

瞳きらきら
- WAKU WAKU

| スタブアイコン | サブスタブ | この項目は、まだ閲覧者の調べものの参照としては役立たない、シングルに関連した書きかけの項目です。この項目を加筆・訂正などしてくださる協力者を求めています（P:音楽/PJ:楽曲）。 |